# Товарный переулок (Санкт-Петербург)
Това́рный переу́лок — переулок в Центральном районе Санкт-Петербурга. Проходит от Кременчугской улицы до Военной улицы.

## История
Получил название в 1887 году. Упразднён в 2000 году.
В 2013 году Топонимическая комиссия рекомендовала присвоить новому проезду в районе бывшей товарной станции название Товарный переулок. Название официально присвоено 12 августа 2014 года.

## Здания и сооружения
- дом 1Б — Храм Феодоровской иконы Божьей Матери; воскресная школа прихода храма Феодоровской иконы Божией Матери
- склады

## Транспорт
- Метро: «Площадь Восстания» (520 м)
- Ж/д вокзалы: Московский вокзал (400 м)

## Пересечения
Пересекает следующие улицы:
- Миргородская улица
- Полтавская улица
- Полтавский проезд